# Síria Fenícia
Síria Fenícia (o simplement Fenícia) fou una província romana creada vers el 120 per divisió de la província de Síria.
Ocupava la part central de l'antiga província. La capital fou a Tir. Es dividia en tres convents anomenats Tir (la capital provincial), Damasc (que també va rebre el títol de metròpolis) i Palmira (residència d'un procurador), als que en temps d'Heliogàbal es va afegir Emesa. Traconítida era un districte separat especial.
La Legio III Gallica va estar acantonada a Fenícia.
A Beirut es va establir una colònia de veterans de la Legio V Macedonica i de la Legio VIII Augusta (una colònia amb dret italià). Heliopolis (Baalbek) fou refundada com a colònia per August, i va rebre el dret italià colonial sota Septimi Sever; Hadrià va fundar probablement una colònia a Palmira. Septimi Sever va fundar la colònia de Tir amb dret italià. Heliogàbal van fundar la de Sidó, i Felip l'Àrab la de Damasc. Les colònies de Capitolias  (nom anterior desconegut) i Cesarea ad Libanum (Arca) no tenen data de fundació coneguda
El segle IV fou dividida en Fenícia Primera (Phoenicia Prima) (o simplement Fenícia) i Fenícia Segona (Phoenicia secunda) també coneguda com a Fenícia Libanesa